# Pachydactylus oculatus
Pachydactylus oculatus là một loài thằn lằn trong họ Gekkonidae. Loài này được Hewitt mô tả khoa học đầu tiên năm 1927.